# The Tramp's Unexpected Skate
The Tramp's Unexpected Skate est un film américain muet, en noir et blanc réalisé par Edwin S. Porter et sorti en 1901.

## Synopsis
Un clochard est endormi. Deux garçons espiègles apparaissent sur patins à roulettes. Ils enlèvent leurs patins et les sanglent aux pieds du malheureux. Ils le réveillent. Le clochard commence la poursuite de ses jeunes bourreaux qui lui font un pied de nez, mais les patins sont un obstacle à sa progression. Dans son effort pour atteindre les garçons, il passe par une série de pitreries très humoristiques.

## Fiche technique
- Réalisation : Edwin S. Porter
- Société de production : Edison Manufacturing Company
- Genre : Comédie
- Durée : 50 secondes